# Болдирєв Даниїл Владиславович
Даниїл Владиславович Болдирєв — український скелелаз, представник збірної України. Тричі встановлював світовий рекорд. У 2012 році він завоював 2 місце в Кубку світу у Китаї та 1 місце у фіналі Кубка світу в Кореї. У 2013 році посів 4 місце на IX Всесвітніх іграх (м. Калі, Колумбія), 3 місце на Чемпіонаті Європи (Франція).
В період змагань з 8 по 14 вересня в іспанському місті Хіхон відбувся чемпіонат світу зі скелелазіння, де Болдирєв встановий новий світовий рекорд.

## Біографія
Народився 15 травня 1992 в місті Донецьк, Україна. Малого Даниїла виховувала мати, дідусь і бабуся. Мати — Майстер спорту з художньої гімнастики, тому хлопець ще з раннього віку почав займатися спортом. В три роки почав займатися спортом — спершу гімнастикою, а в п'ять почав практикувати плавання. В кожній секції, яку б не відвідав молодий чемпіон тренери відзначали його таланти і наполегливість. Частенько, коли хлопця випускали погуляти на вулицю, малий Даниїл багато бігав і стрибав, тому на здоров'я не скаржився. До десяти років професійно займався плаванням, практикував боротьбу і кікбоксинг, ну звісно захоплення ледь не кожного малого хлопця у всьому світу — футбол. Як стверджує сам спортсмен, він і зараз може показати майстерність і навіть іноді грає за місцеву команду.
У віці восьми років вирішувалось спортивне майбутнє хлопця — він вперше спробував себе як скелелаза, так як мати працювала в місці, де був обладнаний спеціальний скалодром. І навіть не дивлячись на те, що багато хто пророкував хлопцю велике майбутнє у легкій атлетиці і футболі, основним видом спорту чемпіон обрав саме скелелазіння.

## Кар'єра скелелаза
Скелелазінням Даниїл почав займатись у віці восьми років. Під пильним наглядом Заслуженого тренера України Ганни Михайлівни Філенко (яка тренує спортсмена і зараз) хлопець цілеспрямовано і наполегливо займався. У 2011 році Болдирєв уперше в історії українського скелелазіння завоював 2 і 3 місця на чемпіонаті світу, а також став абсолютним чемпіоном світу серед юніорів. У 2012 році став першою у світі людиною, яка змогла видертися на спеціалізовану стінку для скелелазіння за 5,93 секунди. Згодом, в тому ж 2012 виборов золото на Кубку світу в Італії і встановив новий світовий рекорд — 5,75 секунди. Трохи згодом він завоював 2 місце в Кубку світу у Китаї та 1 місце у фіналі Кубка світу в Кореї. У 2013 році посів 4 місце на IX Всесвітніх іграх (м. Калі, Колумбія), 3 місце на Чемпіонаті Європи (Франція).
У 2014 році в іспанському місті Хіхон, де відбувався Чемпіонат світу зі скелелазіння, він втретє встановив новий світовий рекорд — 5,60 секунди, на 13 мілісекунд обігнавши чеського спортсмена Лібора Хрозо.
У 2014 році оформив унікальний для скелелазіння хет-трик: він став чемпіоном світу, переможцем Кубка світу та автором світового рекорду.

## Досягнення
- Абсолютний чемпіон світу серед юніорів (2011)
- Кубок світу (Італія) — золото (2012)
- Кубок світу (Китай) — 2 місце (2012)
- Кубок світу (Корея) — 1 місце
- IX Всесвітні ігри (Калі, Колумбія) — 4 місце (2013)
- Чемпіонат Європи (Франція) — 3 місце (2013)
- Чемпіонат світу (Хіхон, Іспанія) — 1 місце (2014)
- Чемпіонат Європи (Москва, Росія) — 1 місце (2020)